# Herb Janikowa
Herb Janikowa – jeden z symboli miasta Janikowo i gminy Janikowo w postaci herbu.

## Wygląd i symbolika
Herb przedstawia na czerwonej tarczy herbowej Orła Białego bez korony, umieszczonego pomiędzy dwoma brązowymi kominami z lewej i prawej strony oraz białym ostrosłupem wykonanym z soli, znajdującym się pod orłem. Poniżej znajdują się dwa złote kłosy w pas, stykające się łodygami. Pod nimi, wzdłuż półokrągłej bordiury herbu, widnieje czarny napis „JANIKOWO”.
Kominy i solny ostrosłup nawiązują do Janikowskich Zakładów Sodowych uruchomionych w 1957, oraz do Cukrowni Janikowo. Kłosy zboża nawiązują do bogactw ziemi bardzo wysokiej klasy wokół miasta.

## Historia
Herb został zatwierdzony w 1975 roku. Władze propagandowo nadały herbowi taki wygląd, aby uhonorować symboliczny sojusz robotniczo-chłopski łącząc w herbie kominy fabryczne i kłosy.